# アンドレ・シューベルト
アンドレ・シューベルト（André Schubert、1971年7月24日 - ）は、ドイツ・ヘッセン州カッセル出身の元サッカー選手。サッカー指導者。

## 経歴
シューベルトはカッセル大学でドイツ学やスポーツを学んだが、1989年からサッカー指導者としてユース年代の指導に関わるようになった。選手としてはオーバーリーガ所属のクラブでキャリアを終えると、指導者としては2002年から2006年にかけてドイツサッカー連盟の北ヘッセン地域のベースコーディネーター、FCシャルケ04やバイエルン・ミュンヘンやハンブルガーSVのユース部門のアシスタントコーチを務めた。
2006年からブンデスリーガ2部のSCパーダーボルン07やFCザンクトパウリ、U-15ドイツ代表の監督を歴任。
2015年9月12日、ドイツ・ブンデスリーガのボルシア・メンヒェングラートバッハの暫定監督に就任した。当時のボルシアMGはクラブ史上最悪となる開幕5連敗という成績で前任のリュシアン・ファーヴルが解任されたばかりだったが、シューベルトの就任後は6連勝するなどチーム状態を立て直した。この手腕が評価されて、2015年11月13日に正式に監督に就任すると、第15節では首位のバイエルン・ミュンヘンを破る金星を挙げ、最終的にUEFAチャンピオンズリーグプレーオフ出場権内の4位でシーズンを終えた。
2016年9月27日、2019年までの契約延長が発表されたが、国内リーグ戦直近11試合でわずか1勝、降格圏に迫る14位と低迷したため、同年12月22日に解任された。
2018年10月10日、アイントラハト・ブラウンシュヴァイクの監督に就任した。

## 監督成績
2019年6月30日現在
| クラブ                               | 就任           | 退任           | 記録 | 記録 | 記録 | 記録 | 記録   |
| クラブ                               | 就任           | 退任           | 試   | 勝   | 分   | 敗   | 勝率   |
| ------------------------------------ | -------------- | -------------- | ---- | ---- | ---- | ---- | ------ |
| SCパーダーボルン07                   | 2009年7月1日   | 2011年7月1日   | 74   | 28   | 18   | 28   | 037.84 |
| ザンクトパウリ                       | 2011年7月1日   | 2012年9月26日  | 43   | 20   | 11   | 12   | 046.51 |
| ザンクトパウリ                       | 2011年7月1日   | 2012年9月26日  | 43   | 20   | 11   | 12   | 046.51 |
| ボルシア・メンヒェングラートバッハ   | 2015年9月21日  | 2016年12月21日 | 62   | 28   | 12   | 22   | 045.16 |
| アイントラハト・ブラウンシュヴァイク | 2018年10月10日 | 2019年6月30日  | 27   | 9    | 10   | 8    | 033.33 |
| ホルシュタイン・キール               | 2019年7月1日   | 2019年9月15日  | 7    | 2    | 2    | 3    | 028.57 |
| FCインゴルシュタット04               | 2021年9月27日  | 2021年12月8日  | 9    | 0    | 3    | 6    | 000.00 |
| 合計                                 | 合計           | 合計           | 231  | 91   | 60   | 80   | 039.39 |